# Санкуар
Санкуар (англ. Sanquhar, скотс Sanchar) ― деревня в Шотландии, в округе Дамфрис-энд-Галловей.

## География
Деревня расположена на реке Нит, к северо-западу от Дамфриса.

## История
В XIII веке семьёй Криктон на территории нынешнего Санкуара был построен замок. В 1680 году ковенантерами из Санкуара была подписана декларация о защите интересов протестантов. В Санкуаре находится старейшее в мире почтовое отделение, основанное в 1712 году. С 1897 года в Санкуаре базируется футбольный клуб «Нитсдейл Уондерерс» (англ. Nithsdale Wanderers).

## Галерея

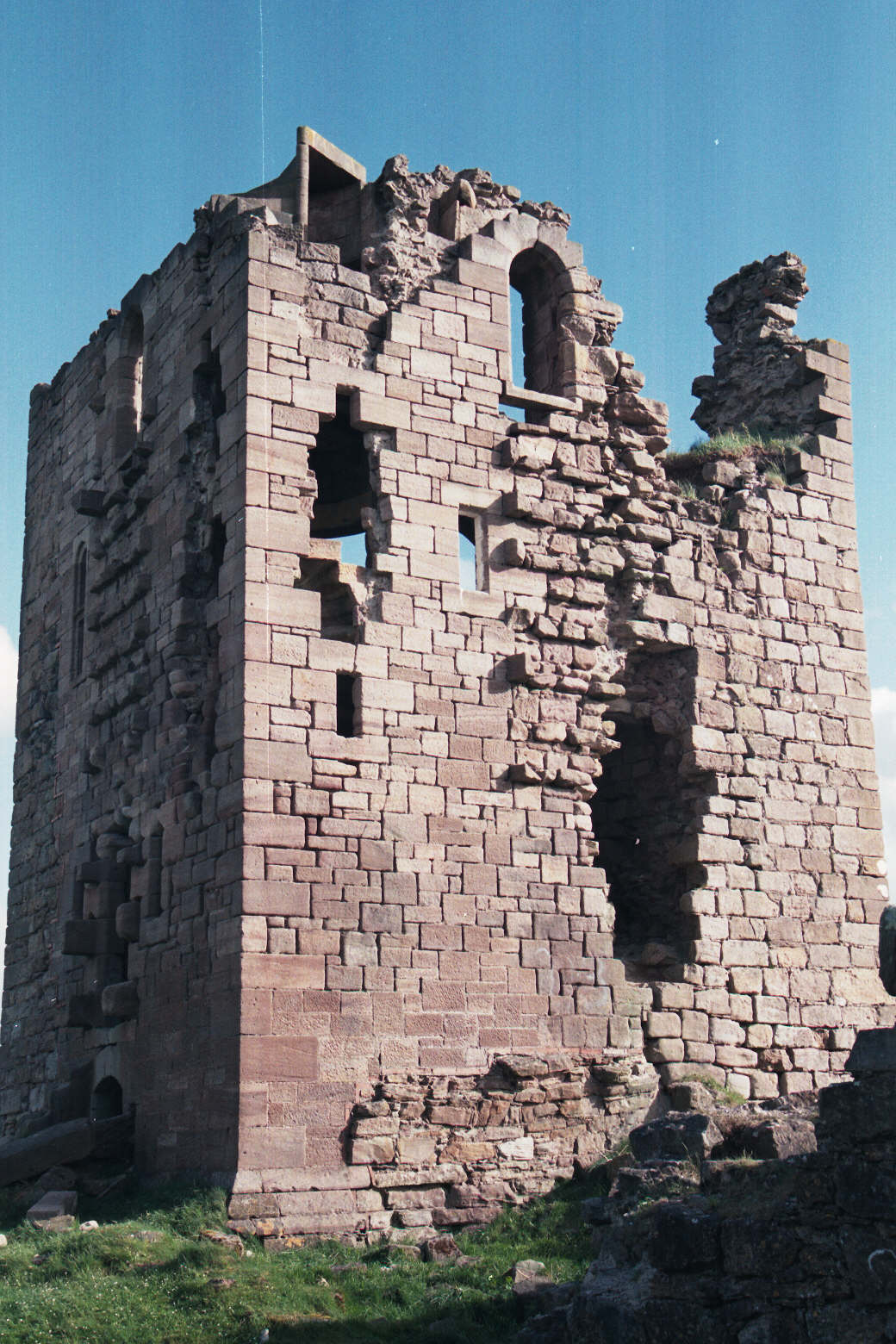
Замок Санкуар
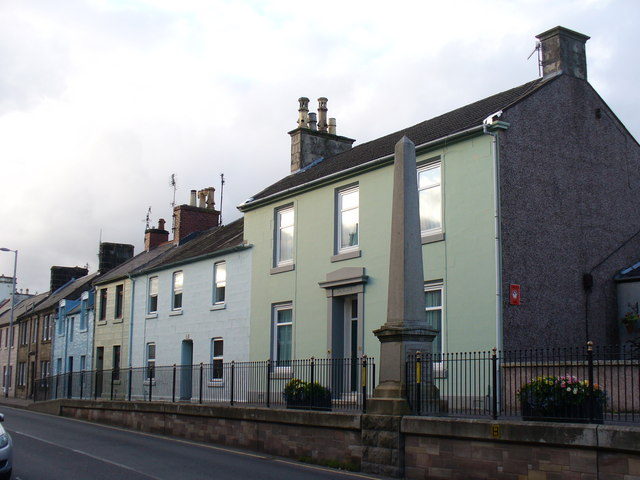
Памятник подписанию Санкуарской декларации
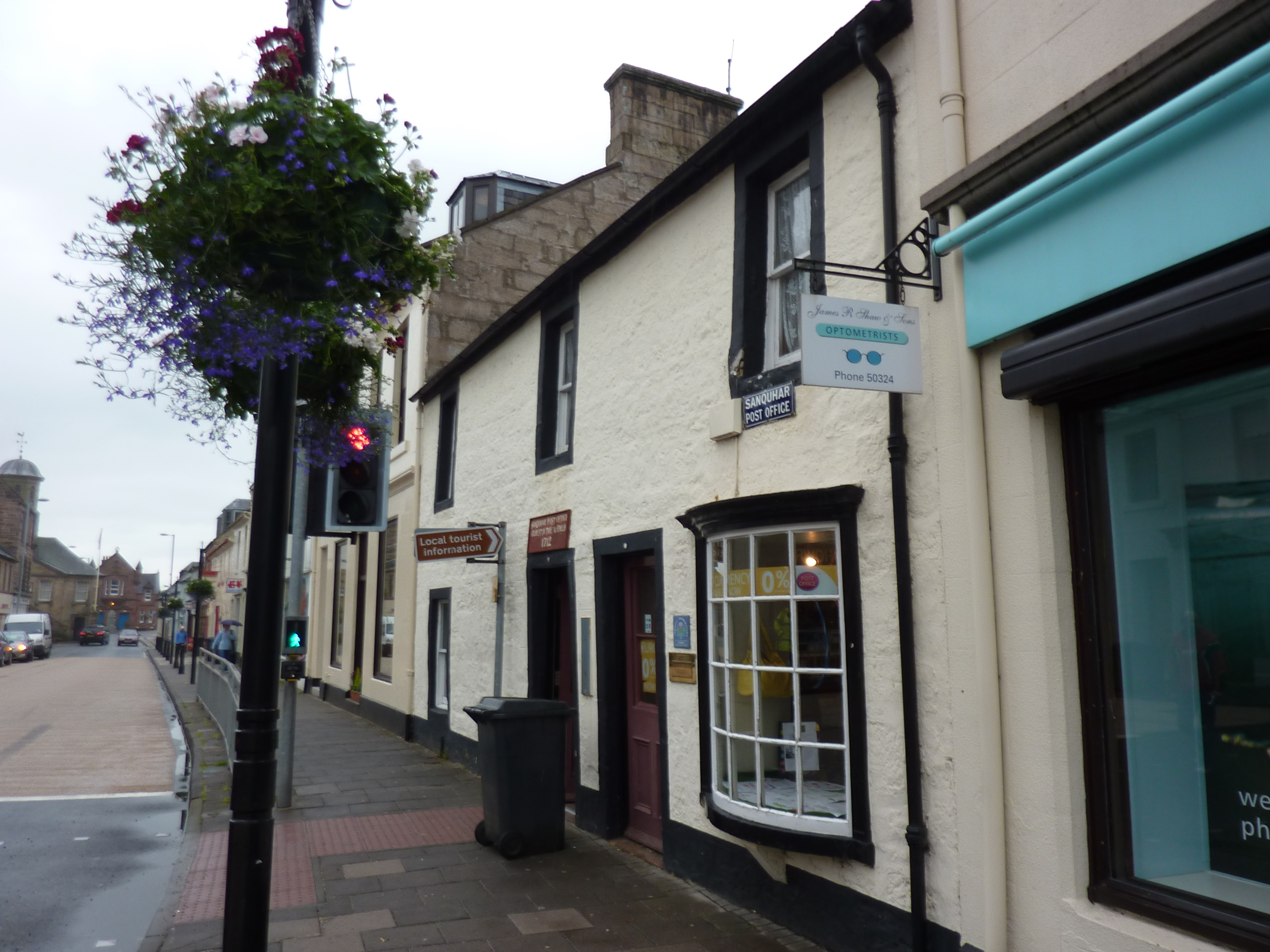
Старейшее в мире почтовое отделение
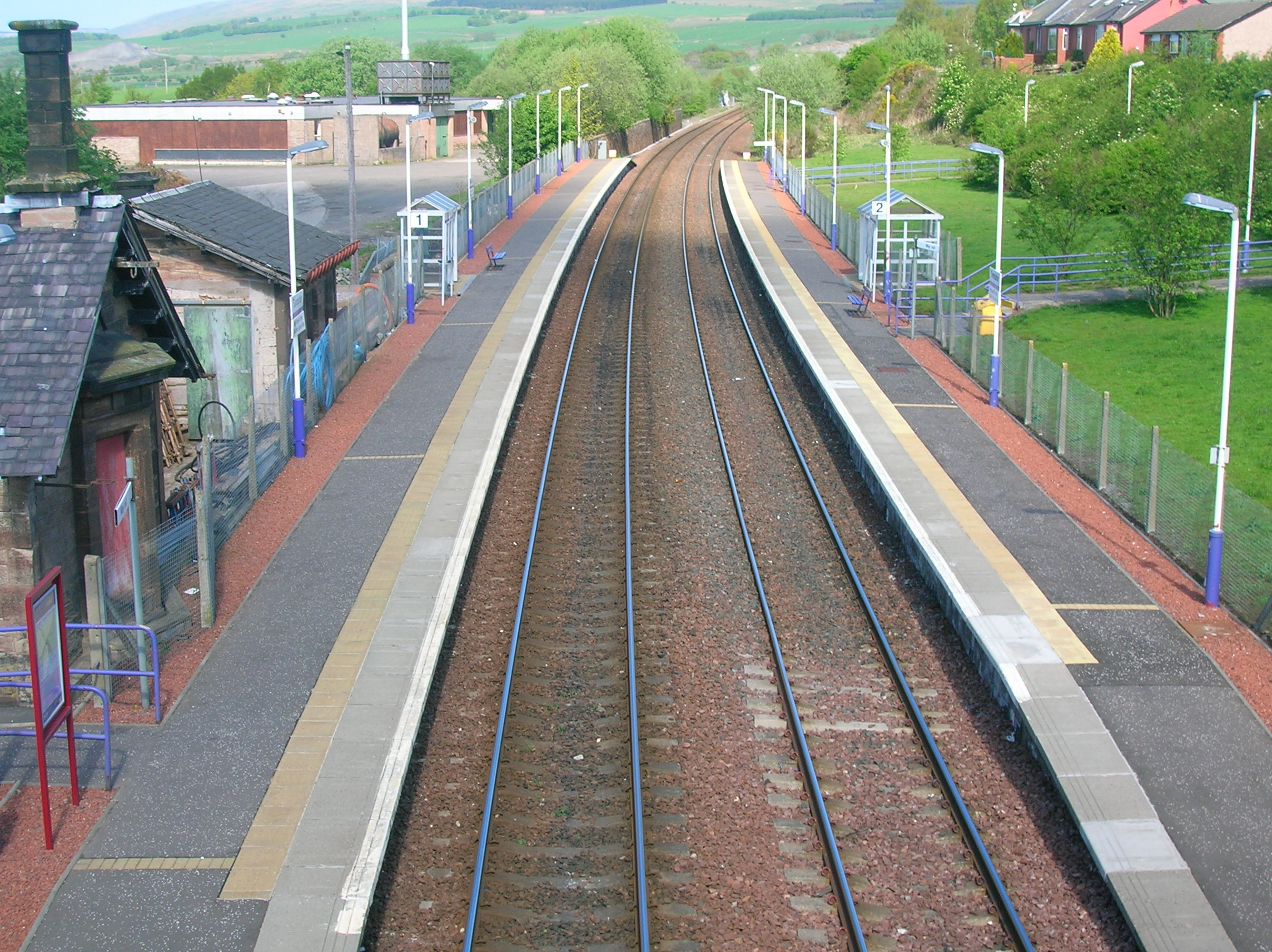
Железнодорожная станция